# ルイージ・デンツァ

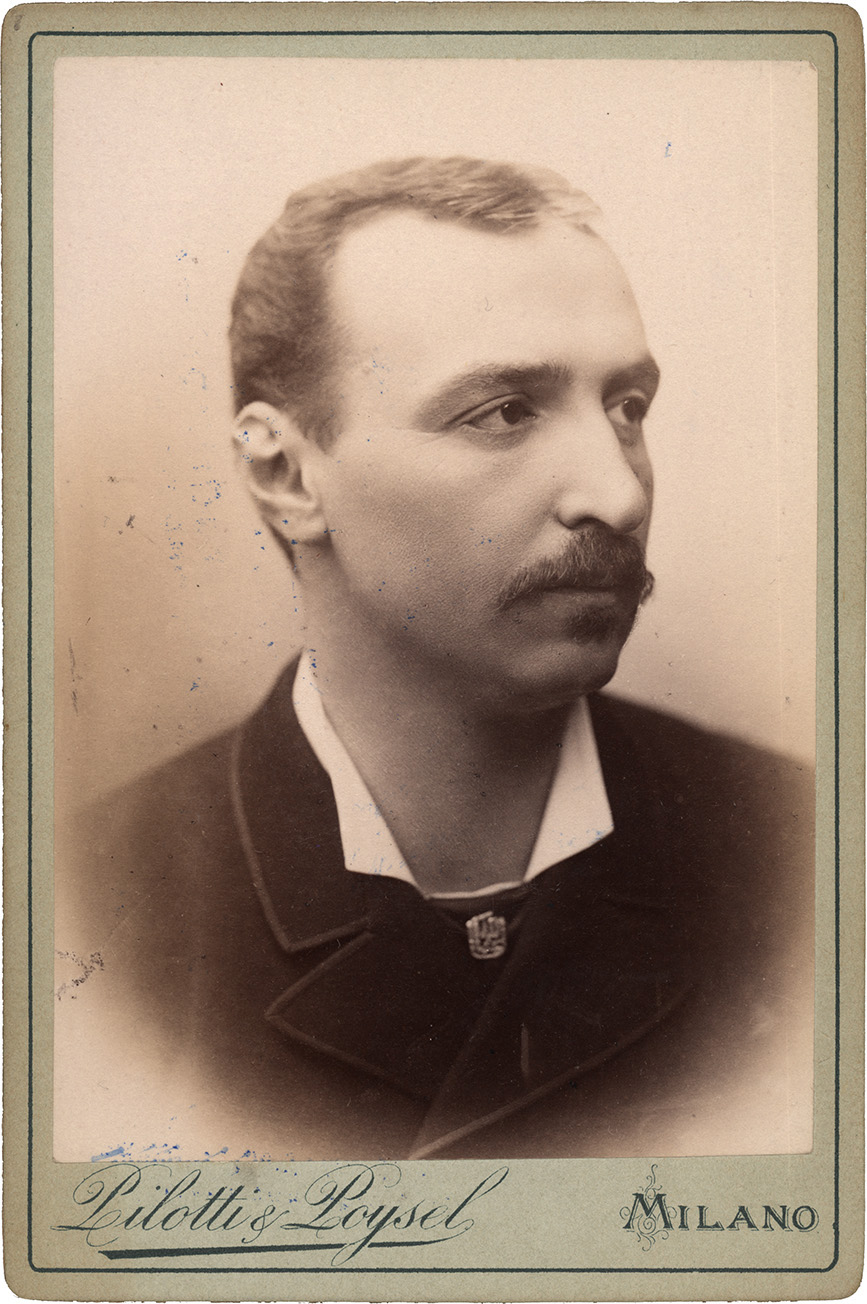
ルイージ・デンツァ

ルイージ・デンツァ（Luigi Denza、1846年2月23日 - 1922年1月26日）は、イタリア、カステッラマーレ・ディ・スタビア出身の作曲家。
ナポリ音楽学校でサヴェリオ・メルカダンテなどに学ぶ。卒業後、1879年にロンドンに移住。1898年、ロンドンの英国王立音楽院の声楽の教授に就任。オペラ「ヴァレンシュタインWallenstein」など、歌曲を中心に数百（約600曲といわれる）の楽曲を手がける。中でも、ナポリのヴェスヴィオ火山鋼索鉄道（フニコラーレ）「ヴェズヴィアナ鋼索線」開通を記念して1880年に作られた曲「フニクリ・フニクラ」Funiculì Funiculàが広く知られている。1922年にロンドンで死去。